# Charadrius alexandrinus
Il fratino eurasiatico o più semplicemente fratino (Charadrius alexandrinus, Linneo, 1758) è un uccello della famiglia dei Charadriidae.

## Sistematica
Charadrius alexandrinus ha tre sottospecie:
- Charadrius alexandrinus alexandrinus
  - Charadrius alexandrinus spatzi sottospecie di C. a. alexandrinus
  - Charadrius alexandrinus hesperius sottospecie di C. a. alexandrinus
- Charadrius alexandrinus seebohmi
  - Charadrius alexandrinus leggei sottospecie di C. a. seebohmi
- Charadrius alexandrinus dealbatus
  - Charadrius alexandrinus nihonensis sottospecie di C. a. dealbatus

## Distribuzione e habitat
È possibile osservarlo in tutto il mondo tranne che nelle Americhe. In Italia nidifica sulle coste dell'Adriatico e del medio Tirreno, sebbene la sua popolazione sia dimezzata nel corso degli ultimi decenni.
Il suo habitat è la zona costiera, non necessita di ripari in zone boscose o erbose e riesce a nidificare tra le dune della spiaggia.

## Galleria d'immagini

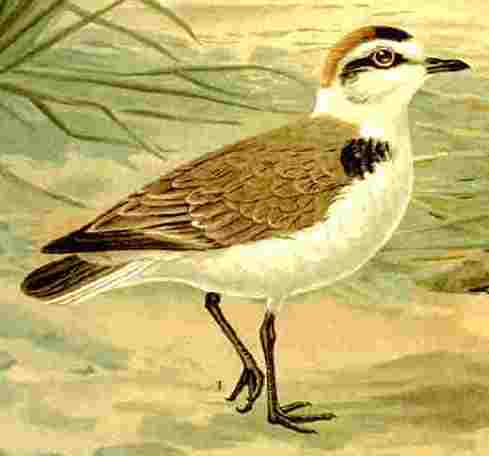
Fratino illustrato da Naumann (Naturgeschichte der Vögel Mitteleuropas)
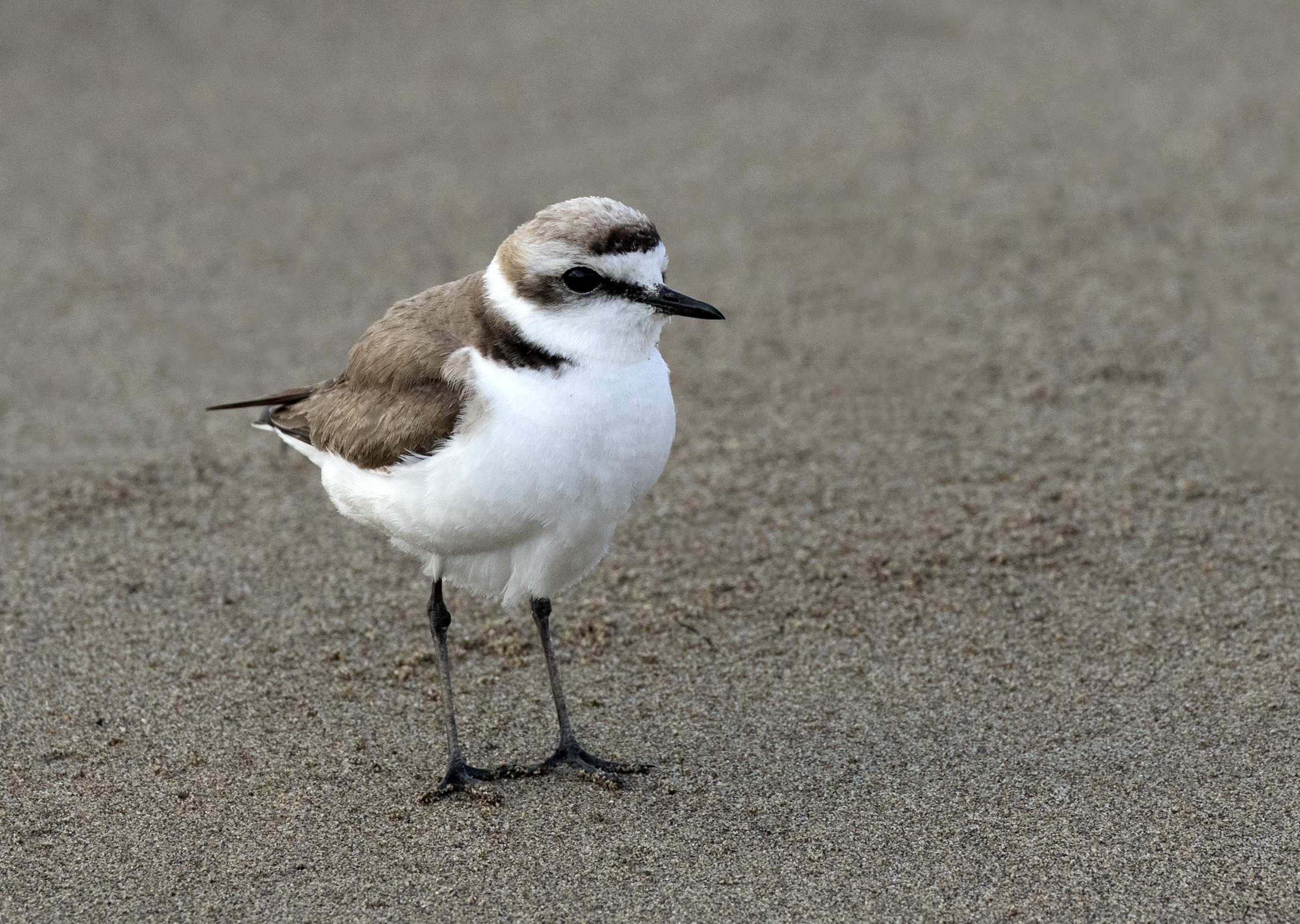
Fratino presso il delta del fiume Göksu
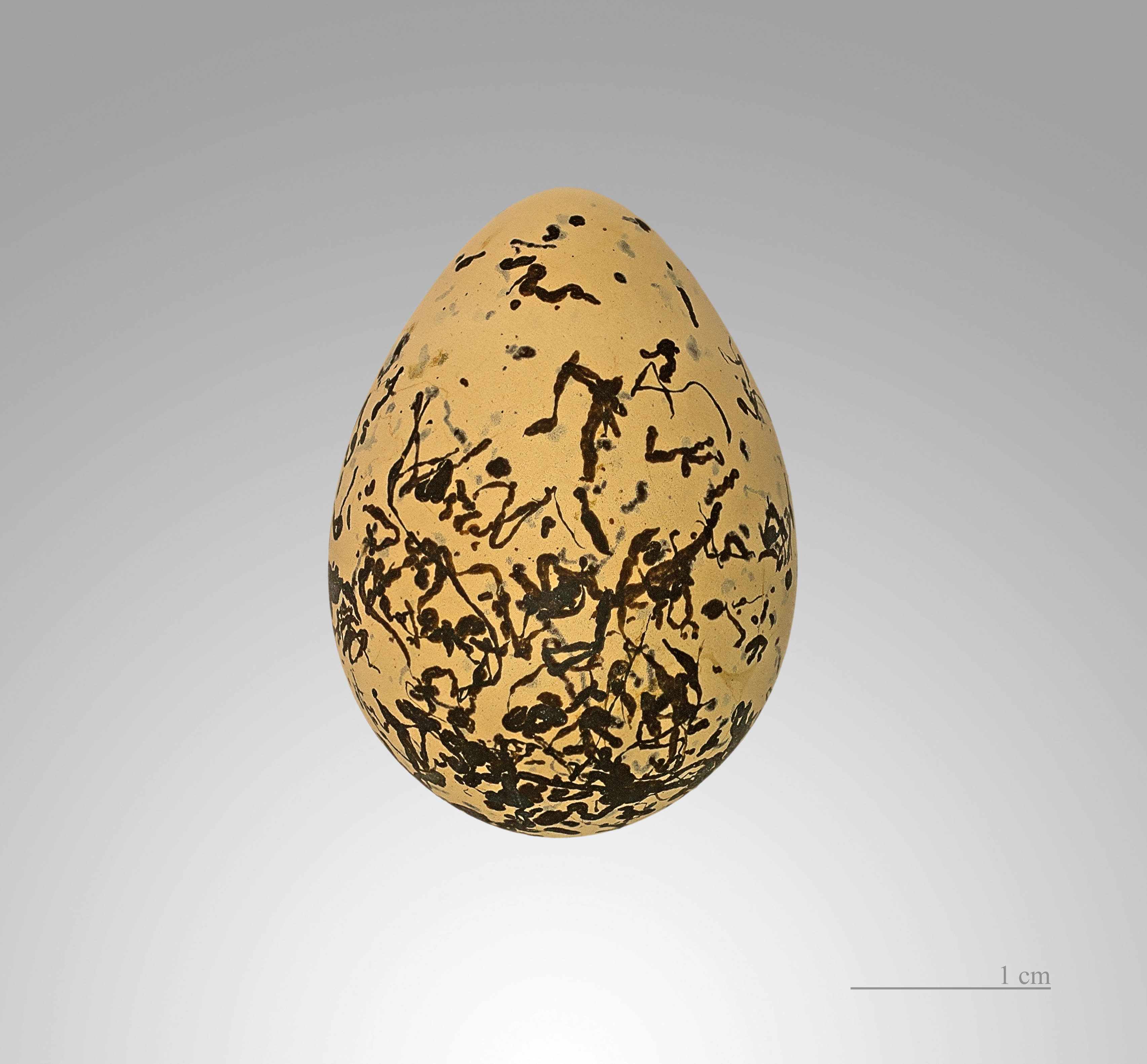